# Baudette
Baudette è una città degli Stati Uniti d'America, situata in Minnesota, nella contea di Lake of the Woods, della quale è il capoluogo.